# Daniel Miller
Daniel Miller (ur. 14 lutego 1951) – brytyjski producent muzyczny, szef londyńskiej wytwórni Mute Records.

## Życiorys
Po ukończeniu college’u w 1971 roku studiował w szkole filmowej i został montażystą. Zainteresowanie muzyką elektroniczną, a zwłaszcza muzyką grupy Kraftwerk i innych niemieckich zespołów, spowodowało, że za zarobione tą drogą pieniądze zakupił czterościeżkowy magnetofon, syntezator Korg 700S i mały mikser.
Początkowo Daniel Miller zamierzał wydać 500 7” singli ze swoją muzyką, na fali idei do it yourself. Założył Mute w 1978 roku w celu wydania pod pseudonimem The Normal singli T. V. O. D. oraz Warm Leatherette - ten ostatni inspirowany był opowiadaniem Jamesa Ballarda „Crash”.
Przez lata istnienia wytwórni promował muzykę z kręgu elektronicznego popu. Spodziewał się dużego sukcesu tego typu muzyki wykonywanej przez zespół młodzieżowy. Początkowo sam nagrał album w tym stylu jako Silicon Teens, potem znalazł ucieleśnienie tego pomysłu w postaci zespołu Depeche Mode, z którym bardzo blisko współpracował niemal od początku ich istnienia.
29 października 2011 na festiwalu Międzynarodowym Festiwalu Producentów Muzycznych Soundedit odebrał nagrodę „Człowiek ze Złotym Uchem”.

## Współpraca

### Depeche Mode

#### Albumy
- A Broken Frame
- Construction Time Again
- Violator
- Music for the Masses
- Speak & Spell
- People Are People
- Remixes 81–04
- Black Celebration
- Music for the Masses / Black Celebration

#### Single
- Just Can’t Get Enough
- Get the Balance Right!
- Everything Counts
- Dreaming of Me
- New Life
- See You
- The Meaning of Love
- Leave in Silence
- People Are People
- Master and Servant
- Blasphemous Rumours
- Shake the Disease
- It’s Called a Heart
- Stripped
- A Question of Lust
- Somebody
- Back to Back Hits
- Back to Back Hits
- Behind the Wheel
- Love, in Itself
- Back Trax
- Route 66
- I Want You Now
- Never Let Me Down Again

#### Utwory
- Black Day
- Uselink

### Client
- Rock and Roll Machine